# Amitostigma tetralobum
Amitostigma tetralobum ist eine Pflanzenart aus der Gattung Amitostigma innerhalb der Familie der Orchideengewächse (Orchidaceae). Sie kommt nur in der Volksrepublik China vor und wird dort 滇蜀无柱兰 = dian shu wu zhu lan genannt.

## Beschreibung

### Vegetative Merkmale
Amitostigma simplex ist eine ausdauernde krautige Pflanze, die Wuchshöhen von 7 bis 26 Zentimeter erreicht und terrestrisch wächst. Sie bildet bei einer Länge von 10 bis 15 Millimeter und einem Durchmesser von 5 bis 10 Millimeter längliche fast kugelige Knollen. Der schlanke, glatte Stängel besitzt nahe seiner Basis zwei röhrenförmige Blattscheiden und darüber ein einzelnes, grundständiges bis auf halber Stängelhöhe stehendes Laubblatt. Die einfache, Blattspreite ist bei einer Länge von 2 bis 8 Zentimeter und bei einer Breite 3 bis 8 Millimeter länglich-lanzettlich mit einem spitzen oberen Ende.

### Generative Merkmale
Die Blütezeit reicht in China von Juni bis August. Der auf einem unbeblätterten oder selten mit einem laubblattähnlichen Hochblatt versehenen Blütenstandsschaft stehende Blütenstand enthält an einer 1–3,5 cm langen Blütenstandsachse in lockeren bis fast dichten Abständen drei bis mehr als zehn Blüten. Die bei einer Länge von 3 bis 6 Millimeter lanzettliche mit spitzem oberen Ende geformte Deckblatt ist meist kürzer wie der Fruchtknoten.
Der Blütenstiel und Fruchtknoten ist 6 bis 9 mm lang. Die zwittrige Blüte ist zygomorph und dreizählig. Die Blütenhüllblätter sind hell rosa- bis blass purpurfarben und bis zur Mitte der Lippe purpurfarben gepunktet. Das obere, aufrechte Kelchblatt ist bei einer Länge von 2,5 bis 3,3 Millimeter und einer Breite von etwa 2,0 Millimeter länglich-eiförmig, konkav mit stumpfem oberen Ende. Die beiden seitlichen, ausgebreiteten bis zurückgebogenen Kelchblätter sind bei einer Länge von 3 bis 4 Millimeter und einer Breite von etwa 1,8 Millimeter eiförmig und leicht schräg. Die Kronblätter sind mit den seitlichen Kelchblättern locker verbunden und bilden eine Kappe. Die Kronblätter sind bei einer Länge von 2,8 bis 3,5 Millimeter und einer Breite von etwa 2 Millimeter breit-eiförmig mit stumpfem oberen Ende. Die bis zu ihrer Mitte dreilappige Lippe ist bei einer Länge von 4,5 bis 6, selten bis zu 8 Millimeter und einer Breite von 3,5 bis 4 Millimeter im Umriss rhombisch-verkehrt-eiförmig mit stumpfem oberen Ende. Die beiden Seitenlappen sind bei einer Länge von 2 bis 3,5 Millimeter und bei einer Breite von 1,6 bis 2 Millimeter länglich-verkehrt-eiförmig. Der Mittellappen ist bei einer Länge von 2,5 bis 4 Millimeter und bei einer Breite von etwa 2 Millimeter länglich-verkehrt-eiförmig mit spitz zulaufender Basis und stumpf-gestutztem oder selten ausgerandetem bis leicht eingekerbtem, zwei kleine Lappen bildendem oberen Ende. Der mehr oder weniger nach unten zeigende, etwas nach innen gebogene Sporn ist bei einer Länge von 3,5 bis 6 Millimeter zylindrisch und verbreitert sich zum oberen, stumpfen Ende hin. Die Narbenlappen sind keulenförmig.

## Vorkommen und Gefährdung
Das natürliche Verbreitungsgebiet von Amitostigma tetralobum liegt im südlichen China. Die Art gedeiht auf steinigen Böden in Wäldern und an grasigen Hängen im südwestlichen Sichuan und dem südwestlichen sowie westlichen Yunnan in Höhenlagen zwischen 1500 und 2700 Meter.
Amitostigma tetralobum gilt gemäß der Roten Liste der IUCN als gefährdet („endangered“). Amitostigma tetralobum ist im CITES Appendix II aufgeführt, um den Handel weltweit zu vermeiden.

## Taxonomie
Die Erstbeschreibung erfolgte 1901 unter dem Namen (Basionym) Peristylus tetralobus Finet durch Achille Eugène Finet in Revue Générale de Botanique, Band 13, S. 524, Tafel 13 (B). Die Neukombination zu Amitostigma tetralobum wurde 1919 durch Rudolf Schlechter in Repertorium Specierum Novarum Regni Vegetabilis, Beihefte 4, S. 95 veröffentlicht. Weitere Synonyme für Amitostigma tetralobum (Finet) Schltr. sind: Amitostigma yunnanense Schltr., Orchis tetraloba (Finet) Schltr., Orchis tetraloba var. yunnanensis (Schltr.) Soó und Ponerorchis tetraloba (Finet) X.H.Jin, Schuit. & W.T.Jin.